# Баткунський монастир (Болгарія)
Баткунський монастир — активний монастир Православної церкви Болгарії.

## Розташування
Монастир розташований на території Пазарджицького духовного регіону, на північних схилах хребта Кркарія з Баташкинської частини Родопів, приблизно за 1,5 км від колишнього села Баткун, (сьогодні — село Паталениця) і за 12 км на південний захід від Пазарджика, поблизу останків стародавнього міста Баткуніон.

## Історія
Точної дати заснування монастиря немає, але вважається, що він заснований в XII-XIV ст. Інформація про монастир з'являється в історичному документі XVII століття, що розповідає про насильницьку ісламізацію родопського населення в цей період. В документі також зазначається, що в той час монастир був зруйнований і спалений. Він був відновлений в 1692, але в 1774 руйнується до основи деребеями. До кінця XIX ст. святу обитель було відновлено. Потім була побудована нова монастирська церква, яка збереглася до наших днів. Це однонефна, одноапсидна будівля без купола. До її західного фасаду прикріплена дзвіниця.
Важливе місце в монастирі займає кімната, прикрашена фресками, в якій в 1867 р. жив відомий болгарський художник-відроджувач Станіслав Доспевський. Під час свого перебування в цій кімнаті художник намалював чотири ікони: "Богородиця", "Христос", "Уброс", "Козьми та Даміан", а також два портрети: Ієромонаха та його сестри. Ці цінні портрети епохи Відродження тепер зберігаються в Пловдивській метрополії. У 1872 монастир відвідав Василь Левський.
Нині монастир Баткун постійно діє, в ньому служать ченці. Монастир перебував без ігумена та ченців майже 30 років. Лише наприкінці 2007 року, після того, як митрополит Пловдивський Ніколай прийняв чернецтво, отець Яків був рукоположений і визначений ігуменом монастиря.
- Монастир був оголошений пам'яткою культури.
- У монастирському дворі росте один з найстаріших виноградників Болгарії.
- З монастиря йде літопис Баттунана, що свідчить про насильну ісламізацію у Родопах.

## Галерея

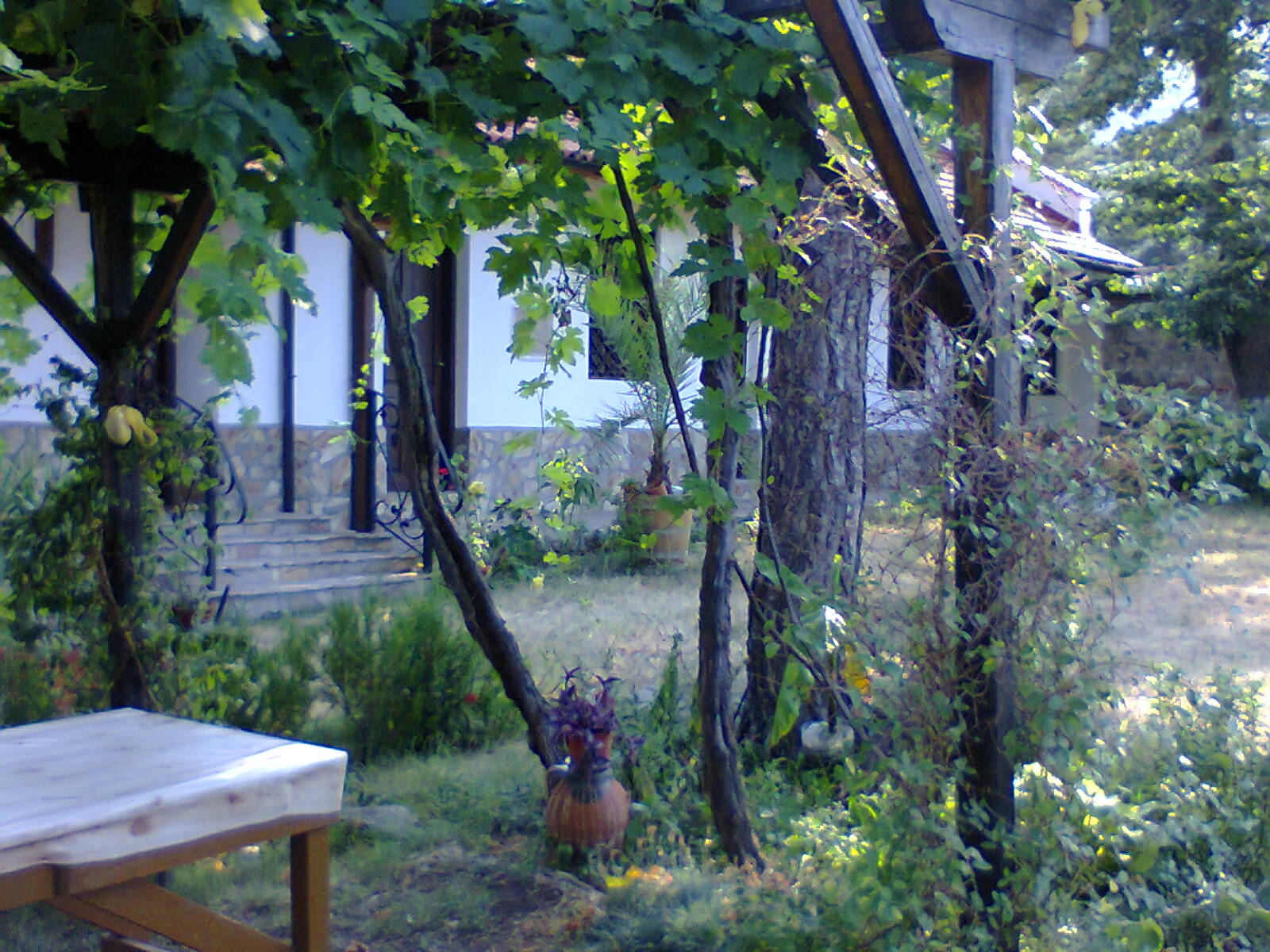
Старий виноград у дворі монастиря
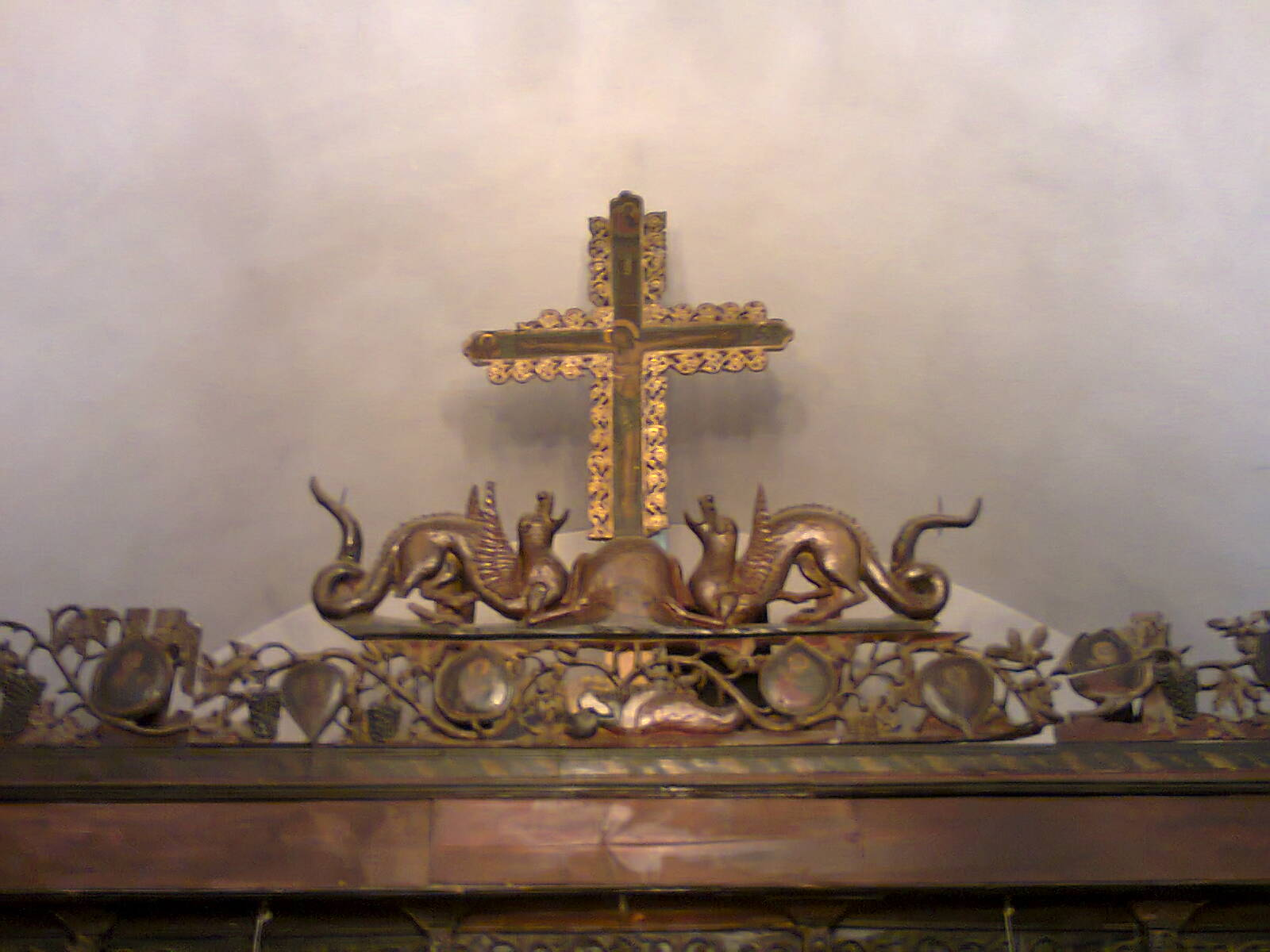
Ікони, зображені на винограді над іконостасом
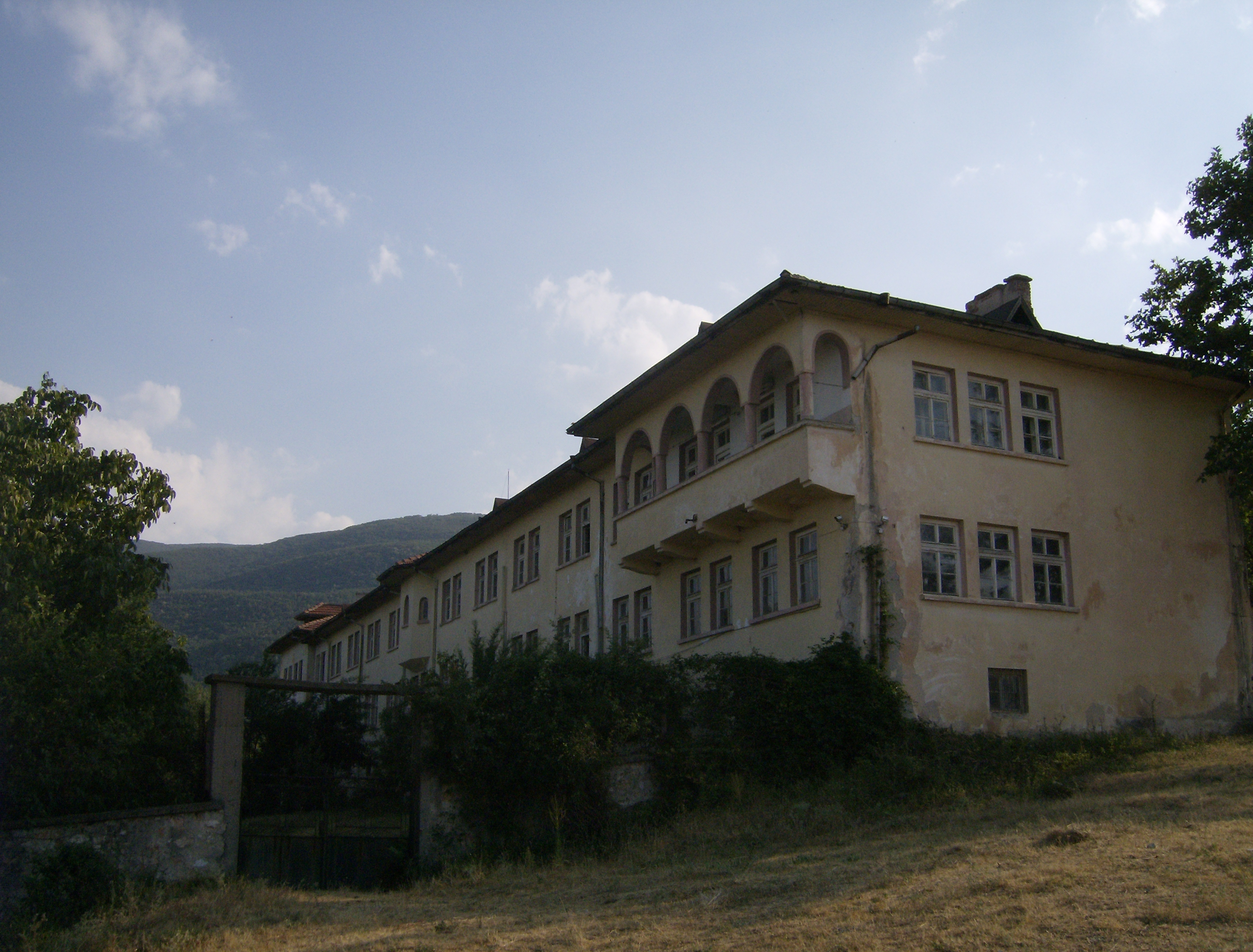
Нові будівлі монастиря до останнього часу функціонували як легенева лікарня